# Partido de la Convención Popular
El Partido de la Convención Popular (en inglés: People's Convention Party; en akan: Apam Nkorɔfo Kuw) es un partido político ghanés, de tendencia socialista, basado en las ideas del expresidente Kwame Nkrumah, primer mandatario tras la independencia del país. Adopta una ideología política variada, conocida como nkrumahismo. Gobernó Ghana desde poco antes de su independencia hasta el golpe de Estado de 1966. Desde entonces, a pesar de presentarse en todas las elecciones generales desde 1996, tiene una importancia claramente marginal en la política ghanesa.
El CPP fue fundado por Nkrumah en 1949, para hacer campaña por la independencia de Costa de Oro. Durante el gobierno autónomo (1951 a 1957) el CPP fue el partido del gobierno de Ghana hasta que finalmente la colonia obtuvo su independencia en 1957. Tras esto, Nkrumah convirtió al país en una república y fue elegido presidente en 1960 por un margen abrumador. En 1964, el país se convirtió en un estado de partido único con el CPP como única fuerza política legal del país. Sin embargo, la situación duró muy poco tiempo y, en 1966, Nkrumah y el régimen del CPP fueron derrocados en el primer golpe de Estado de la historia de Ghana. Tras esto el partido fue ilegalizado, manteniéndose al margen de la política desde entonces, con sus miembros dividiéndose y estableciendo diversos partidos con distinto nombre. Treinta años después, durante el gobierno de Jerry Rawlings, fue legalizado nuevamente, aunque continúa estando profundamente dividido y no ha conseguido recuperarse electoralmente.